# Selecció de rugbi XV del Japó
La Selecció de rugbi XV del Japó (coneguda sovint com Les flors valentes) és, per tradició, la primera potència asiàtica de rugbi, aconseguint bons resultats contra alguns equips internacionals al llarg de la seva història. La selecció japonesa de rugbi XV està gestionada per la Federació de Rugbi del Japó (FRJ), fundada el 1926. Competeix anualment a la Copa de les Nacions del Pacífic de rugbi i al Campionat de Rugbi de l'Àsia. A més, ha participat en totes les Copes del Món des del primer torneig, el 1987.
El rugbi es va començar a disputar als ports francs del Japó cap al 1866. La participació popular, representada per equips de les universitats locals, es va establir el 1899, i el primer partit internacional del Japó es considera un enfrontament contra la selecció canadenca celebrat el 1932. Alguns dels resultats més destacats aconseguits per la selecció japonesa es consideren la victòria contra els Junior All Blacks, el 1968, i una derrota ajustada contra la selecció anglesa per 6–3 el 1971. També destaquen les victòries contra la selecció escocesa per 28–24 el 1989, i la victòria per 23–8 sobre la selecció gal·lesa el 2013. En el transcurs de la Copa del Món de 2007, el Japó va empatar amb el Canadà (12-12). El 2011, el Japó va mostrar la seva millora al proclamar-se vencedors de la Copa de les Nacions del Pacífic de 2011, disputat contra la selecció de Fiji, la selecció de Samoa i la selecció de Tonga. Més endavant, el 2014, Japó va encadenar un seguit de victòries que el van col·locar en el top 10 del rànquing mundial. Durant la Copa del Món de 2015, el combinat japonès es va imposar als Springboks, la selecció sud-africana, per 34 a 32.

## Estadístiques en tornejos

### Copa del Món de rugbi
El Japó ha participat en totes les Copes del Món de Rugbi des de la seva creació, el 1987. Tot i això, el combinat japonès no va experimentar gaires èxits fins a l'edició del 2015. En l'edició de 1991 van aconseguir una victòria sobre la selecció de Zimbabwe, i en les edicions de 2007 i 2011 va aconseguir empatar amb la selecció del Canadà. El 2015 van derrotar Sud-àfrica per 34–32, la seva primera victòria des del 1991, derrotant posteriorment les seleccions de Samoa i dels Estats Units.
Seran els organitzadors de la Copa del Món de Rugbi de 2019, que se celebrarà al Japó.
| Estadístiques a la Copa del Món | Estadístiques a la Copa del Món | Estadístiques a la Copa del Món | Estadístiques a la Copa del Món | Estadístiques a la Copa del Món | Estadístiques a la Copa del Món | Estadístiques a la Copa del Món | Estadístiques a la Copa del Món |                            | Estadístiques a les fases de classificació | Estadístiques a les fases de classificació | Estadístiques a les fases de classificació | Estadístiques a les fases de classificació | Estadístiques a les fases de classificació | Estadístiques a les fases de classificació |
| Any                             | Ronda                           | P                               | V                               | E                               | D                               | PF                              | PC                              | P                          | V                                          | E                                          | D                                          | PF                                         | PC                                         |                                            |
| ------------------------------- | ------------------------------- | ------------------------------- | ------------------------------- | ------------------------------- | ------------------------------- | ------------------------------- | ------------------------------- | -------------------------- | ------------------------------------------ | ------------------------------------------ | ------------------------------------------ | ------------------------------------------ | ------------------------------------------ | ------------------------------------------ |
| 1987                            | Fase de grups                   | 3                               | 0                               | 0                               | 3                               | 48                              | 123                             | Classificat automàticament | Classificat automàticament                 | Classificat automàticament                 | Classificat automàticament                 | Classificat automàticament                 | Classificat automàticament                 |                                            |
| 1991                            | Fase de grups                   | 3                               | 1                               | 0                               | 2                               | 77                              | 87                              | 3                          | 2                                          | 0                                          | 1                                          | 65                                         | 63                                         |                                            |
| 1995                            | Fase de grups                   | 3                               | 0                               | 0                               | 3                               | 55                              | 252                             | 4                          | 4                                          | 0                                          | 0                                          | 210                                        | 52                                         |                                            |
| 1999                            | Fase de grups                   | 3                               | 0                               | 0                               | 3                               | 36                              | 140                             | 3                          | 3                                          | 0                                          | 0                                          | 221                                        | 25                                         |                                            |
| 2003                            | Fase de grups                   | 4                               | 0                               | 0                               | 4                               | 79                              | 163                             | 4                          | 4                                          | 0                                          | 0                                          | 420                                        | 47                                         |                                            |
| 2007                            | Fase de grups                   | 4                               | 0                               | 1                               | 3                               | 64                              | 210                             | 6                          | 6                                          | 0                                          | 0                                          | 379                                        | 60                                         |                                            |
| 2011                            | Fase de grups                   | 4                               | 0                               | 1                               | 3                               | 69                              | 184                             | 4                          | 4                                          | 0                                          | 0                                          | 326                                        | 30                                         |                                            |
| 2015                            | Fase de grups                   | 4                               | 3                               | 0                               | 1                               | 98                              | 100                             | 8                          | 8                                          | 0                                          | 0                                          | 658                                        | 41                                         |                                            |
| 2019                            | Per determinar                  | Per determinar                  | Per determinar                  | Per determinar                  | Per determinar                  | Per determinar                  | Per determinar                  | Classificats com hostes    | Classificats com hostes                    | Classificats com hostes                    | Classificats com hostes                    | Classificats com hostes                    | Classificats com hostes                    |                                            |
| 2023                            | Per determinar                  | Per determinar                  | Per determinar                  | Per determinar                  | Per determinar                  | Per determinar                  | Per determinar                  | Per determinar             | Per determinar                             | Per determinar                             | Per determinar                             | Per determinar                             | Per determinar                             |                                            |
| Total                           | 8/8                             | 28                              | 4                               | 2                               | 22                              | 526                             | 1259                            | 32                         | 31                                         | 0                                          | 1                                          | 2279                                       | 318                                        |                                            |

### Copa de les Nacions del Pacífic
- 2006: 5ens
- 2007: 6ens
- 2008: 5ens
- 2009: 4rts
- 2010: 3rs
- 2011: 1rs
- 2012: 4rs
- 2013: 4rs
- 2014: 1rs
- 2015: 4rs

## Exjugadors destacats
- Toshiyuki Hayashi, segona línia llegendari amb els Kobe Steel, Oxford i el Japó.
- Seiji Hirao, centre, ex-capità del Japó i ex-seleccionador (RWC1999).
- Keiji Hirose, màxim anotador històric del Japó.
- Kensuke Iwabuchi, primer japonès en jugar professionalment al rugbi a Anglaterra (amb els Saracens), a més de ser consultor tècnic al Sanix.
- Toru Kurihara, màxim anotador en un partit de la història, 60 punts anotats de manera individual (6 Tries, 15 conversions).
- Sinali Latu
- Yuji Matsuo, mig d'obertura, Shin-Nittetsu Kamaishi.
- Andrew Miller, mig d'obertura als Kobe Steel i la selecció japonesa.
- Takuro Miuchi, número 8 i capità durant la Copa del Món de 2007.
- Wataru Murata, jugador dels Yamaha Jubilo.
- Daisuke Ohata.
- Atsushi Oyagi, segona línia als Kobe Steel i la selecció japonesa, avui dia personalitat a la televisió.
- Kenzo Suzuki, més conegut per ser lluitador professional.
- Yoshihito Yoshida, ala de primera classe, conegut principalment per jugar a rugbi VII.

## Entrenadors
- Shigeru Kayama 1930–1934
- Chuji Kitajima 1936, 1956
- Takenosuke Okumura 1952–1953
- Kozo Nishino 1958
- Tomoo Chiba 1959
- Masao Wada 1959
- Kasai Yasujiro 1963
- Onishi Tetsunosuke 1966–1971
- Hitoshi Oka 1972, 1975, 1985–1986
- Hisashi Yokoi 1972, 1976, 1978–1979
- Ryo Saito 1974, 1976–1978, 1980–1981
- Hiroshi Hibino 1976, 1982–1984, 1987–1988
- Katsumi Miyaji 1978, 1984, 1987
- Ryozo Imazato 1979
- Iwao Yamamoto 1980, 1982, 1996
- Hiroaki Shukuzawa 1989–1991
- Osamu Koyabu 1992–1995
- Seiji Hirao 1997–2000
- Shogo Mukai 2001–2003
- Mitsutake Hagimoto 2004–2005
- Jean-Pierre Élissalde 2005–2006
- Osamu Ota 2006 (Preparador)
- John Kirwan 2007–2011
- Eddie Jones 2012–2015
- Scott Wisemantel 2013 (Preparador)
- Ryuji Nakatake Abril/Maig 2016 (Interí)[5]
- Mark Hammett Juny de 2016 (Interí)[5]
- Jamie Joseph 2016–